# 北極泉 (印第安納州)
北極泉鎮區（英語：Arctic Springs）是位於美國印第安納州克拉克縣的一個非建制地區。該地的面積和人口皆未知。

## 地理
北極泉鎮區的座標為38°16′59″N 85°42′41″W / 38.28306°N 85.71139°W，而該地的平均海拔高度為134米（即440英尺）。